# The Who Sell Out
| Críticas profissionais | Críticas profissionais |
| Avaliações da crítica  | Avaliações da crítica  |
| Fonte                  | Avaliação              |
| ---------------------- | ---------------------- |
| allmusic               | link                   |
| Rolling Stone          | link                   |

The Who Sell Out é o terceiro álbum de estúdio do The Who. É um álbum conceitual organizado como uma coleção de canções não relacionadas intercaladas por anúncios e comerciais falsos. O álbum foi feito para se parecer com uma transmissão da rádio pirata Radio London.
O álbum surgiu em um período em que o Who estava experimentando a música psicodélica. Embora tenha sido eclipsado pelo sucesso posterior de Tommy, The Who Sell Out permanece como um dos álbuns favoritos entre os fãs da banda.
A capa é divida em painéis, trazendo em cada um deles um integrante da banda: na parte frontal, Pete Townshend aparece usando um tubo gigante de desodorante Odorono e Roger Daltrey sentado em uma banheira cheia de feijões cozidos Heinz. Na contra-capa Keith Moon passa o creme Medac, tirado de uma embalagem gigante e John Entwistle vestido com uma fantasia de Tarzan, abraçado com uma loira de biquíni em um braço e com um ursinho de pelúcia no outro (numa propaganda do curso Charles Atlas mencionado em um dos comerciais falsos do álbum).
The Who Sell Out ficou em 113° lugar na lista dos “500 Melhores Álbuns de Todos os Tempos” da Rolling Stone.

## Faixas
(O material conceitual, intercalado ou emergindo das músicas, é identificado pelo ponto).
Lado 1:
- "Monday, Tuesday, ..."

"Armenia City In The Sky" (Keene)
- "Wonderful Radio London -- Whoopee!"

"Heinz Baked Beans" (Entwistle)
- "More Music, More Music..."

"Mary-Anne With The Shaky Hand" (Pete Townshend)
- "Premier Drums"
- (curto instrumental com barulhos esquisitos)

"Odorono" (uma balada cômica usada como comercial) (Pete Townshend)
- "It's smooth sailing with the highly successful sound of Wonderful Radio London!"

"Tattoo" (Pete Townshend)
- "Radio London reminds you: Go to church of your choice."

"Our Love Was" (Pete Townshend)
- "You're a pussycat, you're where it's at, ..."
- "The Big 'L'" (com vozes esquisitas)
- "Speak easy, drink easy, puh-leasy!"
- "Hold your group together with Rotosound strings!"

"I Can See For Miles" (Pete Townshend)
Lado 2:
- "The Charles Atlas course with Dynamic Tension can turn you into A Beast of a Man!"

"I Can't Reach You"
"Medac" (Entwistle) (um “comercial” de 57 segundos usado como faixa do disco)
"Relax"
- "Hold your group together with Rotosound strings! (Demo)"

"Silas Stingy" (Entwistle)
"Sunrise"
"Rael 1"
Faixas Bônus:
"Rael 2"
- "Top Gear! Top Gear...."

"Glittering Girl"
- "Coke-after-coke-after-coke-after-coca-cola!"

"Melancholia"
- "Loon at the bag of nails"

"Someone's Coming" (Entwistle)
- "John Mason, we've got the best cars here!"

"Jaguar"
- "John Mason, we've got the best cars here!" (Reprise)

"Early Morning Cold Taxi" (Langston/Daltrey)
- "Things go better with Coke!"

"Hall of the Mountain King" (Grieg)
- "Radio One" (Boris the Spider Version)

"Girl's Eyes" (Moon)
- "Odorono" (Lost Chorus)

"Mary-Anne with the Shaky Hands (Versão diferente)"
"Glow Girl"
- "Track Records! ...", frase repetida intermitentemente.

O lançamento do álbum foi supostamente seguido por uma enxurrada de processos devido à paródia de comerciais reais nas músicas e na capa, e pelos produtores dos jingles verdadeiros da Radio London, que acusavam o The Who de usá-los sem permissão.
"I Can See For Miles" foi lançado em compacto e tornou-se um sucesso, embora não tenha atendido às expectativas da banda, que esperava uma repercussão maior. “Rael” é um pedaço de outra ópera rock de Townshend, que nunca foi lançada. O instrumental dramático no meio da música reapareceria mais tarde em “Sparks” e “Underture”, de Tommy .The Who Sell Out é considerado pelos fãs e pela crítica como um dos melhores álbuns da banda.

## Edições
- 1967 Track 612 002 (mono) / 613 002 (estéreo): LP original britânico. As primeiras 1,000 edições traziam um pôster psicodélico feito por Adrian George. Produzido por Kit Lambert.

- 1968 Decca DL 4950 (mono) / DL 74950 (estéreo): Lançamento original norte-americano. Mesma capa e faixas. Produzido por Kit Lambert.

- 1988 MCAD-31332 (ISBN 7673-11332-2): Lançamento original em CD. Capa original, mas contra-capa somente com o nome das músicas. O encarte mostra a contra-capa original, outra cópia da lista de músicas e algumas propagandas da MCA. Produtor: Kit Lambert. Produtor executivo: Chris Stamp.

- 1995 MCAD-11268 (ISBN 08811-12682): Capa original, com a contra-capa modificada ligeiramente para mostrar o nome das músicas. Faixas e material conceitual originais, mais 10 faixas bônus e diversos outros “comerciais”. Encarte de 12 páginas com texto de Dave Marsh, informações sobre as músicas e fotos de época da banda. Produtor: Jon Astley. Produtores executivos: Bill Curbishley, Robert Rosenberg e Chris Charlesworth.